# Rue Léon-Droux
Rue Léon-Droux är en gata i Quartier des Batignolles i Paris sjuttonde arrondissement. Gatan är uppkallad efter den franske ingenjören Léon Droux (1829–1898). Han var borgmästare i den tidigare kommunen Batignolles-Monceau från 1848 till 1850. Rue Léon-Droux börjar vid Boulevard des Batignolles 78 och slutar vid Rue de Chéroy 2.
Gatans tidigare namn, Rue du Théâtre, syftar på Théâtre des Batignolles, nuvarande Théâtre Hébertot.

## Omgivningar
- Sainte-Marie des Batignolles
- Saint-Michel des Batignolles
- Impasse Boursault
- Square Monceau
- Passage Geffroy-Didelot

## Bilder
| - Gatuskylt. - Théâtre Hébertot. - Sainte-Marie des Batignolles. - Saint-Michel des Batignolles. |

## Kommunikationer
- Tunnelbana – linje  – Rome
- Busshållplats Rome – Batignolles – Paris bussnät

### Webbkällor
- ”Rue Léon-Droux”. Mairie de Paris. https://web.archive.org/web/20160303171636/http://www.v2asp.paris.fr/commun/v2asp/v2/nomenclature_voies/Voieactu/5485.nom.htm. Läst 5 januari 2024.
- ”Rue Léon-Droux (17ème arrondissement)”. Les rues de Paris. https://web.archive.org/web/20160409114939/http://www.parisrues.com/rues17/paris-17-rue-leon-droux.html. Läst 5 januari 2024.